# 俚語
俚語是指民間非正式且較口語的詞句。《新五代史·卷三十二·死節傳·王彥章傳》中记载，「彥章武人不知書，常為俚語謂人曰：豹死留皮，人死留名！」。
俚语亦作里語、俚言。又叫方言，土话，民间非官方的腔调和语言习惯;俚語可以代表地方語言教導的水準因素，亦可在演員拍攝電影時，作為描繪角色真實感的做法。

## 外部連結
- 國語辭典
- OpenSlang.com 世界俚語詞典 （页面存档备份，存于）
- 西班牙语俚语